# Neutrinooszillation
Neutrinooszillation ist die beobachtete periodische Umwandlung von Neutrinos eines Lepton-Flavours in einen anderen und zurück. Dadurch kann ein Neutrino, das z. B. als Elektron-Neutrino erzeugt wurde, auch als Myon- oder Tau-Neutrino erscheinen und daher, je nach Detektortyp, der Detektion entgehen.
Die Neutrinooszillation wird erklärt als Interferenzeffekt zwischen verschiedenen Neutrino-Komponenten, die sich mit unterschiedlichen Phasengeschwindigkeiten ausbreiten. Die Wahrscheinlichkeiten, diesen oder jenen Neutrino-Typ anzutreffen, variieren dabei sinusförmig mit dem zurückgelegten Weg des Neutrinos; Perioden und Amplituden der Variationen hängen von der Neutrinoenergie und vom Ausbreitungsmedium ab (siehe auch MSW-Effekt).
Die Neutrinooszillation wurde 1957 von Bruno Pontecorvo als theoretische Möglichkeit untersucht – falls Neutrinos nicht, wie damals angenommen, masselos wären. Ein erster experimenteller Hinweis auf Neutrinooszillation war das Defizit an niederenergetischen solaren Neutrinos, das ab Ende der 1960er Jahre mit dem Homestake-Experiment beobachtet wurde. Bestätigt wurde das mit dem Kamiokande-II-Experiment ab 1987, einem Tscherenkow-Detektor, der auch die Herkunftsrichtung auflösen konnte. In der Folge wurden zahlreiche weitere Neutrinoexperimente durchgeführt, mit höherenergetischen Neutrinos von der Sonne, aus kosmischer Strahlung in der Erdatmosphäre, von Kernreaktoren und von Beschleunigern, um zwischen drei alternativen Parameterbereichen des Modells und zahlreichen alternativen Modellen, teilweise mit weiterhin masselosen Neutrinos, zu unterscheiden. Erst mit Antineutrinos im seit 2002 laufenden KamLAND-Experiment konnte gezeigt werden, dass das ursprüngliche Modell das richtige ist. Der mögliche Parameterbereich von Massen und Mischungswinkeln im Vakuum konnte eingegrenzt werden.
Die beobachteten Massenobergrenzen sind klein genug, dass das Standardmodell der Elementarteilchenphysik für praktische Reaktionsratenvorhersage gültig bleibt. Allerdings ist die mathematische Beschreibung der Neutrinomassen im Standardmodell ein theoretisches Problem, weil mehr Teilchen oder Wechselwirkungen benötigt werden als im ursprünglichen Modell.
Aus der beobachteten Neutrinooszillation ergibt sich die Nichterhaltung der Leptonenfamilienzahl.

## Solares Neutrinodefizit
Erste experimentelle Hinweise auf Neutrinooszillationen erhielt man im Bereich der Sonnenneutrinos. Elektron-Neutrinos werden in großer Zahl bei Kernfusionsprozessen im Inneren der Sonne erzeugt. In den 1960er Jahren begann Raymond Davis Jr. mit der Untersuchung des solaren Neutrinostroms mit einem Detektor in der Homestake-Mine (Chlordetektor). Der gemessene Fluss der Elektron-Neutrinos entsprach aber lediglich weniger als der Hälfte des Flusses, der aufgrund der Leuchtkraft der Sonne zu erwarten wäre.
Die Leuchtkraft der Sonne lässt sich messen, daraus lässt sich mit den gemessenen Eigenschaften der Atomkerne über komplexe Sonnenmodelle der erwartete Neutrinofluss berechnen. Einige dieser Modelle werden als Standard-Sonnenmodelle (SSM) bezeichnet, weil sich die Wissenschaftsgemeinde nach langer Diskussion auf sie als Referenzmodelle geeinigt hat. Unter der Voraussetzung, dass diese SSM die Sonne richtig beschreiben, konnte das Ergebnis des Homestake-Experiments als ein „Verschwinden“ der Neutrinos gedeutet werden.
Heute wird, basierend auf einer Vielzahl an Experimenten, das von Davis gemessene Neutrinodefizit nicht durch Ungenauigkeiten des Sonnenmodells, sondern durch die Teilcheneigenschaften der Neutrinos erklärt: auf ihrem Weg vom Zentrum der Sonne zu den Neutrinodetektoren unserer Erde „oszillieren“ die Elektron-Neutrinos in andere Neutrinoarten (Myon- und Tau-Neutrinos).
Davis erhielt für das Homestake-Experiment 2002 zusammen mit Masatoshi Koshiba (Nachweis von kosmischen Neutrinos aus der Supernova 1987A im Kamiokande-Detektor) den Nobelpreis für Physik.

## Theoretische Grundlage
Es werden zwei Annahmen benötigt:
- zum einen müssen Neutrinos unterschiedliche Massen besitzen
- zum anderen sollen die zugehörigen Massen-Eigenzustände der Neutrinos gegenüber den an die Schwache Wechselwirkung angepassten Zuständen verdreht sein. Die Überlagerung heißt Pontecorvo-Maki-Nakagawa-Sakata-Mischung – manchmal auch nur als MNS-Mischung bezeichnet, s. Folgekapitel – analog zur CKM-Mischung im Quark-Sektor.

Dies soll erläutert werden für den Fall einer 2-Flavour-Oszillation hochrelativistischer Neutrinos {\displaystyle \nu _{\alpha }\rightarrow \nu _{\beta }}, wobei {\displaystyle \nu _{\alpha },\nu _{\beta }} die Wechselwirkungszustände sind ({\displaystyle \nu _{e},\nu _{\mu },\nu _{\tau }} bei 3-Flavour).
Die Mischung ist dann charakterisiert durch einen Parameter, den Mischungswinkel {\displaystyle \Theta _{m}}:
{\displaystyle \left({\begin{array}{c}\nu _{\alpha }\\\nu _{\beta }\end{array}}\right)=\left({\begin{array}{cc}\;\;\;\cos \Theta _{m}&\sin \Theta _{m}\\-\sin \Theta _{m}&\cos \Theta _{m}\end{array}}\right)\left({\begin{array}{c}\nu _{1}\\\nu _{2}\end{array}}\right),}
wobei {\displaystyle \nu _{1}} und {\displaystyle \nu _{2}} die Massen-Eigenzustände sind. Diese können – im Gegensatz zu den Wechselwirkungszuständen – wegen der Kleinheit der Massen bzw. der dadurch verursachten Effekte nicht beobachtet werden.
Betrachtet man die Neutrino-Massen-Eigenzustände {\displaystyle \nu _{j}} als ebene Welle, so gilt:
{\displaystyle \left|\nu _{j}(t)\right\rangle =\left|\nu _{j}(0)\right\rangle \mathrm {e} ^{-i(Et-p_{j}x)/\hbar }}.
Für hochrelativistische Neutrinos mit {\displaystyle m_{\nu }c^{2}\ll E_{\nu }} gilt für den Impuls {\displaystyle p} die Näherung:
{\displaystyle p={\frac {1}{c}}{\sqrt {E^{2}-m^{2}c^{4}}}\approx {\frac {E}{c}}\left(1-{\frac {m^{2}c^{4}}{2E^{2}}}\right)}.
Die Zeit {\displaystyle t} kann wegen {\displaystyle v\approx c} durch die Flugstrecke {\displaystyle x=L} ausgedrückt werden: {\displaystyle t={L}/{c}}. Damit wird die ebene Welle beschrieben durch:
{\displaystyle \left|\nu _{j}(L)\right\rangle =\left|\nu _{j}(0)\right\rangle \mathrm {e} ^{-i{\frac {m_{j}^{2}c^{4}}{2E}}{\frac {L}{\hbar c}}}}.
Für die zeitliche Entwicklung der Wechselwirkungszustände {\displaystyle \nu _{\alpha }} und {\displaystyle \nu _{\beta }} ergibt sich somit durch die Überlagerung zweier leicht unterschiedlicher ebener Wellen:
{\displaystyle {\begin{array}{lcrcr}\left|\nu _{\alpha }(L)\right\rangle &=&\cos \Theta _{m}\left|\nu _{1}(0)\right\rangle \mathrm {e} ^{-i{\frac {m_{1}^{2}c^{4}}{2E}}{\frac {L}{\hbar c}}}&+&\sin \Theta _{m}\left|\nu _{2}(0)\right\rangle \mathrm {e} ^{-i{\frac {m_{2}^{2}c^{4}}{2E}}{\frac {L}{\hbar c}}}\\\left|\nu _{\beta }(L)\right\rangle &=&-\sin \Theta _{m}\left|\nu _{1}(0)\right\rangle \mathrm {e} ^{-i{\frac {m_{1}^{2}c^{4}}{2E}}{\frac {L}{\hbar c}}}&+&\cos \Theta _{m}\left|\nu _{2}(0)\right\rangle \mathrm {e} ^{-i{\frac {m_{2}^{2}c^{4}}{2E}}{\frac {L}{\hbar c}}}\end{array}}}.
Sind die beiden Masseneigenzustände nach einer endlichen Flugstrecke nicht mehr phasengleich, so ist es möglich, in einem ursprünglich erzeugten Wechselwirkungszustand Beiträge des anderen Zustandes zu finden: {\displaystyle \langle \nu _{\beta }(0)|\nu _{\alpha }(L)\rangle \neq 0}. Dann gilt für die Oszillationswahrscheinlichkeit:
{\displaystyle P(\nu _{\alpha }\rightarrow \nu _{\beta })=\left|\langle \nu _{\beta }(0)|\nu _{\alpha }(L)\rangle \right|^{2}\approxeq \sin ^{2}\left({\frac {\Delta m^{2}c^{4}}{4E}}{\frac {L}{\hbar c}}\right)\cdot \sin ^{2}\left(2\Theta _{m}\right)}
mit der Differenz {\displaystyle \Delta m^{2}} der Massenquadrate der Flavours.
Bei Neutrinooszillationen in Materie tritt der MSW-Effekt auf (nur bei Dichteänderung) (benannt nach Stanislaw Michejew, Alexei Smirnow und Lincoln Wolfenstein). Dieser verursacht für bestimmte Elektronendichten und Neutrino-Massendifferenzen in Materie eine resonante Verstärkung der Oszillation.
Im Standardmodell sind Neutrinos masselos und treten nur als Teilchen mit negativer Chiralität (linkshändige Teilchen) auf. Mit der Beobachtung von Neutrinooszillationen sind diese Annahmen nicht mehr haltbar, diese Oszillationen bieten daher einen ersten Einblick in die Physik jenseits des Standardmodells. Die für Neutrinos mit Masse notwendigen Veränderungen am Standardmodell beinhalten z. B.:
- das Auftreten rechtshändiger Neutrinos; sie unterliegen nicht der elektroschwachen oder der starken Wechselwirkung, d. h. sie sind steril.
- das Auftreten von Majorana-Neutrinos; sie sind ihre eigenen Antiteilchen, so dass die Leptonenzahlerhaltung nicht mehr gewährleistet ist.

## PMNS-Matrix
(Pontecorvo-Maki-Nakagawa-Sakata-Matrix, früher MNS-Matrix, ohne Pontecorvo, und auch Neutrino-Mischungs-Matrix genannt)
Die solaren und atmosphärischen Neutrinoexperimente haben gezeigt, dass die Neutrinooszillationen aus einer Abweichung zwischen den Flavour- und Masse-Eigenzuständen der Neutrinos resultieren. Der Zusammenhang zwischen diesen Eigenzuständen ist gegeben durch
{\displaystyle \left|\nu _{\alpha }\right\rangle =\sum _{i}U_{\alpha i}\left|\nu _{i}\right\rangle \,}
{\displaystyle \left|\nu _{i}\right\rangle =\sum _{\alpha }U_{\alpha i}^{*}\left|\nu _{\alpha }\right\rangle },
wobei
- {\displaystyle \left|\nu _{\alpha }\right\rangle } ein Neutrino mit einem bestimmten Flavour α bezeichnet. α = e (Elektron), μ (Myon) oder τ (Tauon).
- {\displaystyle \left|\nu _{i}\right\rangle } ist ein Neutrino mit einer bestimmten Masse, indiziert mit {\displaystyle i} = 1, 2, 3.
- {\displaystyle {}^{*}} bedeutet die komplexe Konjugation (für Antineutrinos muss diese bei der zweiten Gleichung weggelassen und dafür bei der ersten Gleichung hinzugefügt werden).

Darin ist {\displaystyle U_{\alpha i}} die PMNS-Matrix. Sie ist das Analogon zur CKM-Matrix für Quarks und der durch den Weinberg-Winkel parametrisierten Mischungsmatrix der elektroschwachen Wechselwirkung. Wäre diese Matrix die Einheitsmatrix, dann wären die Flavour-Eigenzustände dieselben wie die Masse-Eigenzustände. Jedoch zeigen die genannten Experimente, dass dies nicht der Fall ist.
Wenn die übliche Drei-Neutrino-Theorie konsistent ist, dann muss es sich um eine 3×3-Matrix handeln, bei nur zwei verschiedenen Neutrinos (d. h. zwei Flavours) wäre es eine 2×2-Matrix, bei vier Neutrinos eine 4×4-Matrix. Im Fall dreier Flavours ist sie gegeben durch:
{\displaystyle {\begin{aligned}\mathbf {U} &={\begin{bmatrix}U_{e1}&U_{e2}&U_{e3}\\U_{\mu 1}&U_{\mu 2}&U_{\mu 3}\\U_{\tau 1}&U_{\tau 2}&U_{\tau 3}\end{bmatrix}}\\\\&={\begin{bmatrix}1&0&0\\0&c_{23}&s_{23}\\0&-s_{23}&c_{23}\end{bmatrix}}{\begin{bmatrix}c_{13}&0&s_{13}e^{-i\delta }\\0&1&0\\-s_{13}e^{i\delta }&0&c_{13}\end{bmatrix}}{\begin{bmatrix}c_{12}&s_{12}&0\\-s_{12}&c_{12}&0\\0&0&1\end{bmatrix}}{\begin{bmatrix}e^{i\alpha _{1}/2}&0&0\\0&e^{i\alpha _{2}/2}&0\\0&0&1\end{bmatrix}}\\\\&={\begin{bmatrix}c_{12}c_{13}&s_{12}c_{13}&s_{13}e^{-i\delta }\\-s_{12}c_{23}-c_{12}s_{23}s_{13}e^{i\delta }&c_{12}c_{23}-s_{12}s_{23}s_{13}e^{i\delta }&s_{23}c_{13}\\s_{12}s_{23}-c_{12}c_{23}s_{13}e^{i\delta }&-c_{12}s_{23}-s_{12}c_{23}s_{13}e^{i\delta }&c_{23}c_{13}\end{bmatrix}}{\begin{bmatrix}e^{i\alpha _{1}/2}&0&0\\0&e^{i\alpha _{2}/2}&0\\0&0&1\end{bmatrix}}\\\\\end{aligned}}}
wobei cij = cos θij und sij = sin θij.
Die Phasenfaktoren α1 und α2 sind nur dann von Null verschieden, wenn die Neutrinos sogenannte Majorana-Teilchen sind (diese Frage ist noch unentschieden) – dies ist aber für die Neutrinooszillation relativ unerheblich. Im Fall eines neutrinolosen doppelten Betazerfalls beeinflussen diese Faktoren lediglich die Rate. Der Phasenfaktor δ ist nur dann von Null verschieden, wenn die Neutrinooszillation die CP-Symmetrie verletzt. Das wird zwar erwartet, wurde aber bisher noch nicht experimentell beobachtet. Falls das Experiment zeigen sollte, dass diese 3×3-Matrix nicht unitär sein sollte, dann würden sterile Neutrinos (englisch: sterile neutrino) oder andere neue Physik jenseits des Standardmodells benötigt (dasselbe gilt für die CKM-Matrix).
Die Flavour-Mischung der Masse-Eigenzustände hängt vom Medium ab. Aktuelle Werte im Vakuum: Die Massendifferenzen im Neutrino-Massenspektrum sind gegeben durch
{\displaystyle \delta m^{2}:=m_{2}^{2}-m_{1}^{2}\ =\ 7{,}42\cdot 10^{-5}\,\mathrm {eV} ^{2}>0\ ,\quad \Delta m^{2}:=m_{3}^{2}-{\frac {m_{1}^{2}+m_{2}^{2}}{2}}={\begin{cases}\;\;\;2{,}517\cdot 10^{-3}\,\mathrm {eV} ^{2}&(\mathrm {NH} )\\-2{,}498\cdot 10^{-3}\,\mathrm {eV} ^{2}&(\mathrm {IH} )\end{cases}},}
wobei NH die normale Hierarchie mit {\displaystyle \Delta m^{2}>0} beschreibt und IH die inverse Hierarchie mit {\displaystyle \Delta m^{2}<0}.
Die Winkel lauten wie folgt:
{\displaystyle s_{12}^{2}=0{,}310\,,\;s_{23}^{2}={\begin{cases}0{,}573&(\mathrm {NH} )\\0{,}575&(\mathrm {IH} )\end{cases}}\,,\ s_{13}^{2}={\begin{cases}0{,}02219&(\mathrm {NH} )\\0{,}02238&(\mathrm {IH} )\end{cases}}\,,\ \delta ={\begin{cases}1{,}09\pi &(\mathrm {NH} )\\1{,}57\pi &(\mathrm {IH} )\end{cases}}.}
Zusätzlich seien die {\displaystyle \alpha _{i}=0}. Daraus ergeben sich folgende PMNS-Matrizen:
{\displaystyle {\begin{aligned}\mathbf {U} _{\mathrm {NH} }={\begin{pmatrix}0{,}821&0{,}551&-0{,}143+0{,}042\mathrm {i} \\-0{,}274+0{,}026\mathrm {i} &0{,}603+0{,}018\mathrm {i} &0{,}749\\0{,}499+0{,}023\mathrm {i} &-0{,}577+0{,}015\mathrm {i} &0{,}646\end{pmatrix}}\\\\\mathbf {U} _{\mathrm {IH} }={\begin{pmatrix}0{,}821&0{,}551&-0{,}144+0{,}042\mathrm {i} \\-0{,}273+0{,}026\mathrm {i} &0{,}602+0{,}018\mathrm {i} &0{,}750\\0{,}500+0{,}023\mathrm {i} &-0{,}578+0{,}015\mathrm {i} &0{,}645\end{pmatrix}}.\end{aligned}}}
Im Jahr 2004 wurde für Große vereinheitlichte Theorien
{\displaystyle \mathbf {U} _{12}^{\text{PMNS}}+\mathbf {U} _{12}^{\text{CKM}}=45^{\circ }\,} und {\displaystyle \mathbf {U} _{23}^{\text{PMNS}}+\mathbf {U} _{23}^{\text{CKM}}=45^{\circ }\,}
vorhergesagt. Diese Beziehungen werden als Quark-Lepton-Komplementarität bezeichnet. Stand 2020 liegen die Werte aus dem Experiment bei {\displaystyle 47^{\circ }} bzw. {\displaystyle 50^{\circ }}.

## Experimente

### Techniken
- Wasser-Tscherenkow-Experimente: Diese Detektoren eignen sich zum Echtzeit-Nachweis von Neutrinos höherer Energie (oberhalb 5 MeV). Die Tscherenkowstrahlung der Reaktionspartner des Neutrinos wird mit Lichtsensoren, sogenannten Photomultipliern, nachgewiesen. Zu diesem Typ gehören z. B. der japanische Super-Kamiokande-Detektor mit 50.000 Tonnen Wasser mit mehr als 10.000 Photomultipliern sowie der kanadische SNO-Detektor, der mit 1000 Tonnen schwerem Wasser (D2O) gefüllt war. Diese beiden Detektoren konnten die höherenergetischen Neutrinos aus der Sonne nachweisen und konnten zeigen, dass Neutrinooszillationen stattfinden.
- Szintillator-Experimente: Zum Neutrinonachweis bei niedrigen Energien eignen sich Detektoren, die mit organischen Flüssigszintillatoren gefüllt sind. Wie bei den Wasser-Tscherenkow-Detektoren erhält man auch hier aus dem Signal des Szintillationslichts Informationen über die Energie des Neutrinos und den genauen Zeitpunkt der Neutrinoreaktion. Große Szintillationsdetektoren sind z. B. der Borexino-Detektor, ein Sonnenneutrinoexperiment in Italien, oder der KamLAND-Detektor, ein Reaktorneutrinoexperiment in Japan. In Reaktorexperimenten ist der Flüssigszintillator zum effizienteren Neutrinonachweis häufig zusätzlich mit einem Metall wie Gadolinium beladen. Beispiele hierfür sind die Experimente Double Chooz (Frankreich), RENO (Südkorea) und Daya Bay (China).
- Radiochemische Experimente wie das Homestake-Experiment messen den Fluss von Elektron-Neutrinos über einen längeren Zeitraum. Man nutzt in solchen Experimenten aus, dass der Beta-Zerfall durch Neutrino-Einfang umgekehrt werden kann. Zum Beispiel wandelt sich Gallium-71 durch Einfang eines Elektron-Neutrinos in Germanium-71 unter Emission eines Elektrons um. Diese einzelnen Atome können dann, wie beim ehemaligen GALLEX-Experiment im Gran Sasso (später GNO), aus dem Detektor chemisch abgetrennt und durch den Rückzerfall nachgewiesen werden.
- Edelgasexperimente: Hier wird die Neutrinoreaktion in flüssigem Edelgas bei tiefen Temperaturen nachgewiesen. Ein Beispiel dieses Detektortyps ist der ICARUS-Detektor, der wie GALLEX oder Borexino im LNGS Untergrundlabor in Italien betrieben wurde. Bei ICARUS wird als Edelgas Argon eingesetzt. Solche Flüssig-Edelgasdetektoren großer Masse mit Argon oder Xenon als Detektormaterial eignen sich auch zur Suche  anderer schwach wechselwirkender Teilchen, wie Kandidaten für Dunkle Materie.
- Andere Ansätze wurden beispielsweise im OPERA (direkter Nachweis der Tau-Neutrino Appearance) oder MINOS-Detektor verfolgt.

### Sonnenneutrinoexperimente
Wie oben beschrieben kamen die ersten experimentellen Hinweise für Neutrinooszillationen aus dem Bereich der Sonnenneutrinoforschung. Spätestens nach den Ergebnissen der Gallium-Experimente GALLEX (LNGS, Italien) und SAGE (Baksan, Russland) konnte das solare Elektron-Neutrinodefizit nicht mehr allein durch Anpassungen am Sonnenmodell erklärt werden. Spätestens mit den Ergebnissen des SNO (Sudbury Neutrino Observatory)-Experiments (Kanada) konnte bewiesen werden, dass das Defizit durch Umwandlung von Elektron-Neutrinos in andere Neutrinoarten zustande kommt. Die Sonnenneutrinoexperimente sind vor allem empfindlich auf einen der drei Mischungswinkel (s12), sowie auf die Differenz der enger beieinander liegenden Masseneigenzustände. Man spricht demzufolge auch vom „solaren Mischungswinkel“ bzw. den „solaren Mischungsparametern“.

### Atmosphärische Neutrinoexperimente
Eine weitere natürliche Neutrinoquelle ist unsere Erdatmosphäre. Durch die Wechselwirkung von kosmischer Strahlung mit den oberen Schichten unserer Atmosphäre werden Teilchenschauer erzeugt, u. a. auch Neutrinos. Durch den Vergleich des Flusses von Neutrinos, die direkt in der Atmosphäre oberhalb des Detektors erzeugt werden und solchen, die an der gegenüberliegenden Seite der Erde erzeugt wurden, konnte das Superkamiokande-Experiment (Japan) zeigen, dass Neutrinos oszillieren. Atmosphärische Neutrinoexperimente sind vor allem auf den Mischungswinkel s23 sowie auf die Differenz der weiter auseinander liegenden Masseneigenzustände sensitiv. Man spricht hier auch von den „atmosphärischen Mischungsparametern“.

### Reaktorexperimente
Neben den natürlichen Neutrinoquellen gibt es auch künstliche. Starke Neutrinoquellen sind z. B. Kernreaktoren. Die Oszillationen wurden auch an dort entstandenen Neutrinos nachgewiesen. Das KamLAND-Experiment (Japan) hat maßgeblich zur näheren Bestimmung der solaren Mischungsparameter beigetragen. Der dritte, für lange Zeit völlig unbekannte, Neutrinomischungswinkel s13 wurde in den Jahren 2011 und 2012 von den Reaktorneutrinoexperimenten Double Chooz (Frankreich), RENO (Südkorea) und Daya Bay (China) bestimmt. Dieser Mischungswinkel ist von grundlegender Bedeutung für zukünftige Experimente, die nach bestimmten Fällen von CP-Verletzung suchen, die von den Leptonen direkt verursacht sind.

### Beschleunigerexperimente
Neutrinooszillationen wurden auch an Teilchenbeschleunigern in drei Kontinenten nachgewiesen. An diesen Beschleunigern werden Neutrinos mit hoher Energie erzeugt, die in Detektoren mit einer Entfernung von mehreren 100 km vom Beschleuniger nachgewiesen werden. Diese Experimente eignen sich gut zur Präzisionsmessung der atmosphärischen Mischungsparameter.
Ein Pionierexperiment in diesem Bereich war das K2K-Experiment (Japan), bei dem vom KEK erzeugte Neutrinos im Super-Kamiokande-Detektor nachgewiesen wurden. Nach der Erzeugung wurden einige der Elektron-Neutrinos im Nahdetektor des KEK nachgewiesen und daraus vorhergesagt, wie viele Neutrinos mit bzw. ohne Oszillation im 250 km entfernten Kamioka (heute Hida) gemessen werden sollten. Dort trafen nur 70 % der Elektron-Neutrinoereignisse ein, die ohne Oszillation vorhergesagt wurden. Außerdem wurde eine Verschiebung im Energiespektrum der detektierten Neutrinos festgestellt, die für Neutrinooszillationen charakteristisch ist. Neuere Experimente in diesem Bereich sind u. a. MINOS und T2K.